# نسيج (قماش)
لمواضيع أخرى، انظر نسيج.

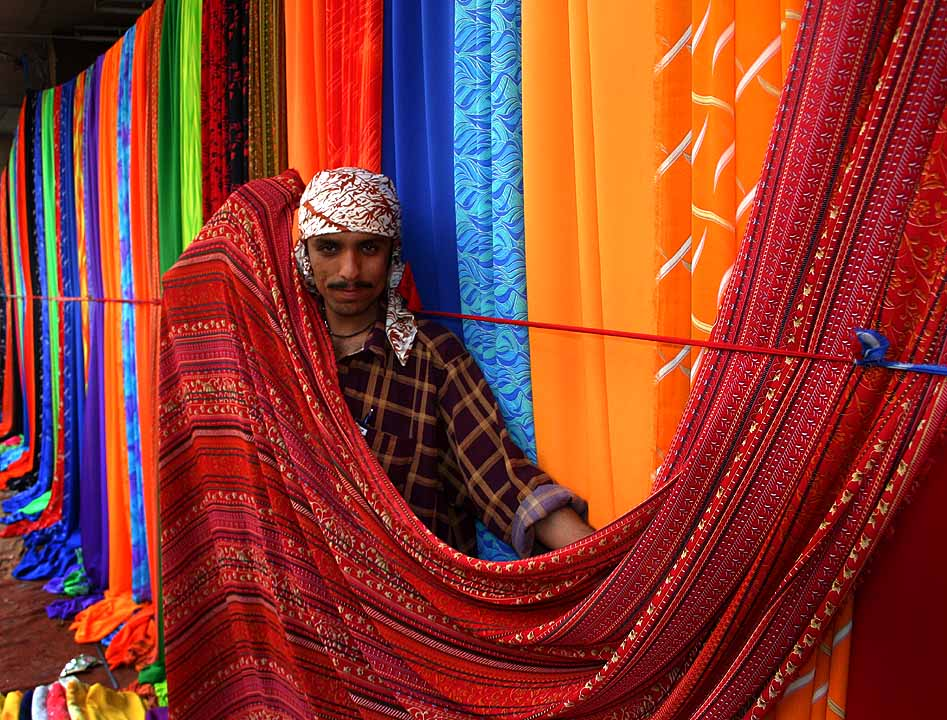
سوق الأحد للنسيج على الأرصفة في كراتشي، في باكستان

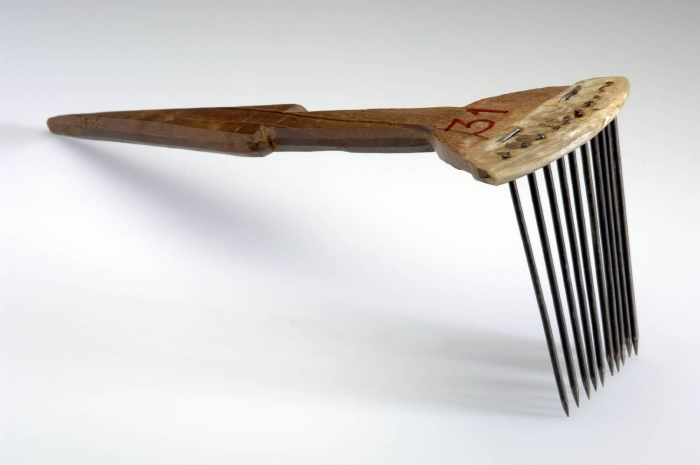
أداة تستعمل في صناعة النسيج التقليدية بالمغرب وتسمى بالمشط أو الخلالة.

النسيج هو بنية مسطحة تتكون من خيوط أو ألياف، وقد يتكون أيضًا من أصبغة وملونات ومواد كيميائية أيضًا. وهو مادة مسامية عادة. وقد تكون الخيوط مكونة من ألياف طبيعية أو اصطناعية أو مزيج منهما.
وتصنع الخيوط بغزل ألياف الصوف الخام، أو الكتان، أو القطن، أو الحرير وهي من الألياف الطبيعية أو غيرها من المواد المركبة صناعيًا وتسمى بالألياف الاصطناعية مثل النايلون والأكريليك. وتصنع الخيوط على آلة الغزل لتصنيع حبل طويل. وتشير كلمة النسيج في الأصل إلى النسيج المنسوج، ولكنه الآن يشمل أيضا القماش المحيك، والنسيج المترابط باللصق (bonded fabric)، والنسيج الملبد (الـلباد)، والمخمل.
ويطلق اسم القُماش في لغة العوام على النسيج المنسوج باستخدام المِنسج، حيث تتعاشق مجموعتان من الخيوط المغزولة (خيوط السدى وخيوط اللحمة)، وقد يصنع المنسوج بأسلوب الحياكة، واللانسيج.
ملاحظة: جاء في لسان العرب والقاموس المحيط أن القماش أصله من القَمْش وهو ما كان على وجه الأَرض من فُتاتِ الأَشياء. وقُماشُ كل شيء وقُماشتُه: فُتاتُه. وما أعْطاني إلاَّ قُماشاً، أي: أرْدَأ ما وَجَدَهُ.

## التاريخ

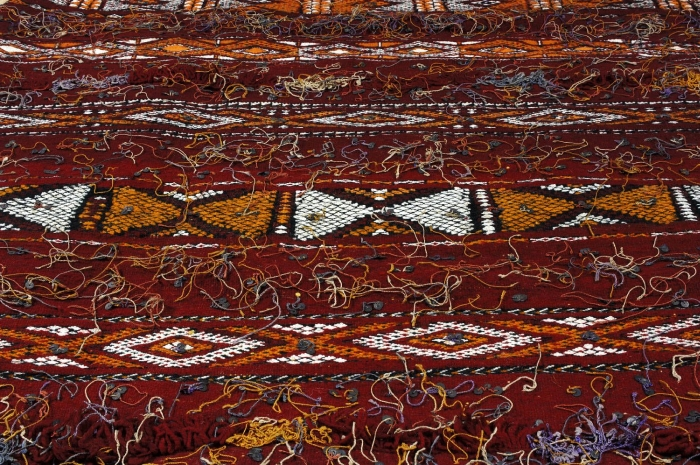
نسيج مغربي

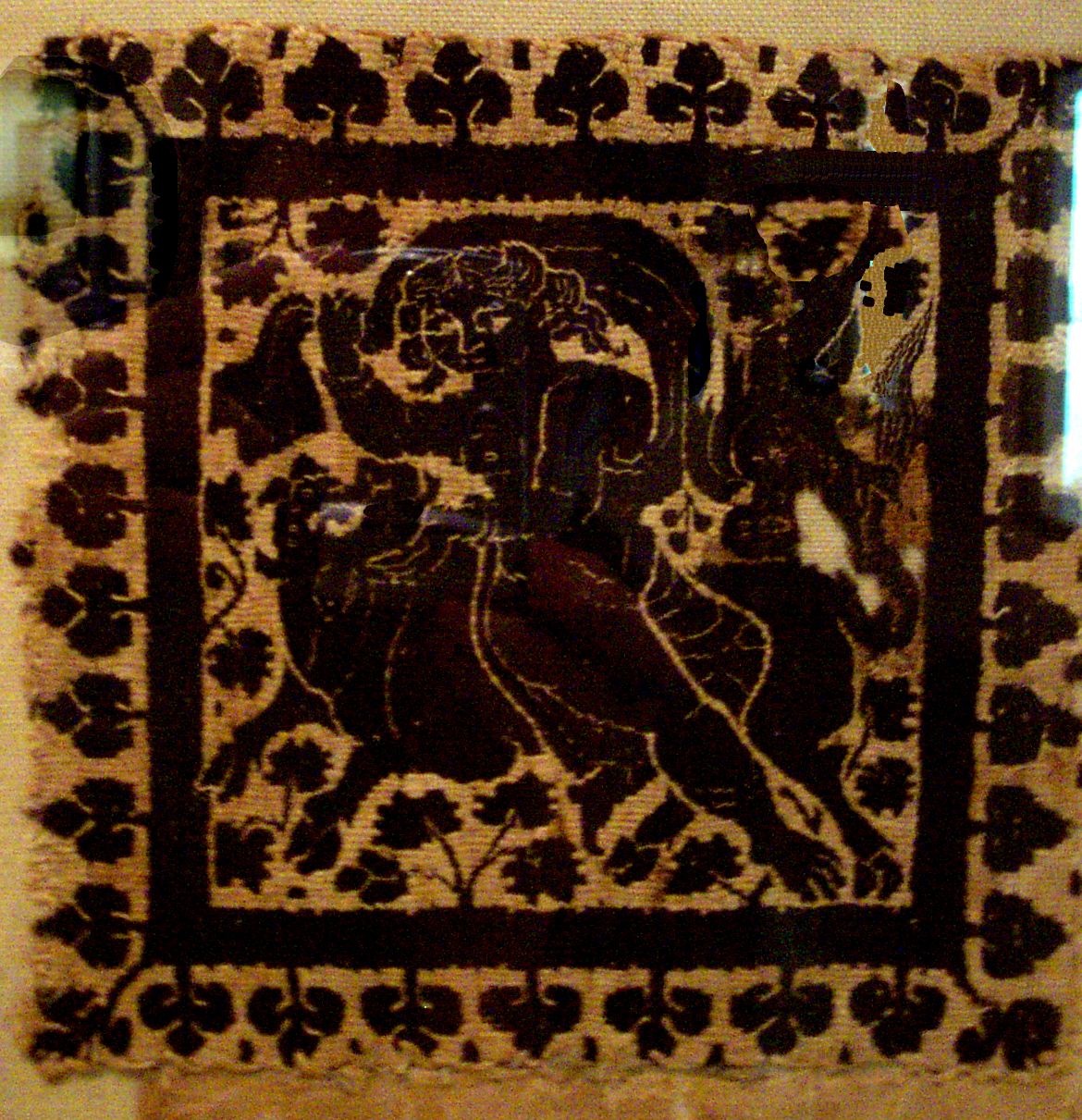
نسيج مصري أثري معروض في مجموعة متحف أمريكي

يعود اكتشاف ألياف من الكتان المصبوغ في كهف في جورجيا إلى 36000 سنة قبل الحاضر، وهذا يعطي دليلا على أن المواد شبه النسيجية قد صنعت في أزمنة قبل التاريخ.
وقد أبدع شعب الإنكا الـ«كويبو» المصنوع من ألياف حيوانية [الإنجليزية] كالصوف المغزول والمبروم، أو شعر الجمل والألبكة، واللاما، أو من السيليلوز مثل القطن لآلاف السنين. الكيبيو هي سلسلة من العقد على طول الحبل.
تعتبر صناعة النسيج من أقدم الصناعات على مر تاريخ البشرية. وشهدت تطوراً كبيراً بمرور الزمن، ولعل من أبرزها تطورات الثورة الصناعية في أوروبا التي ضاعفت الإنتاج والثورة الرقمية وما مهدت إليه من ضغط لتكاليف الإنتاج.

## الاستخدام

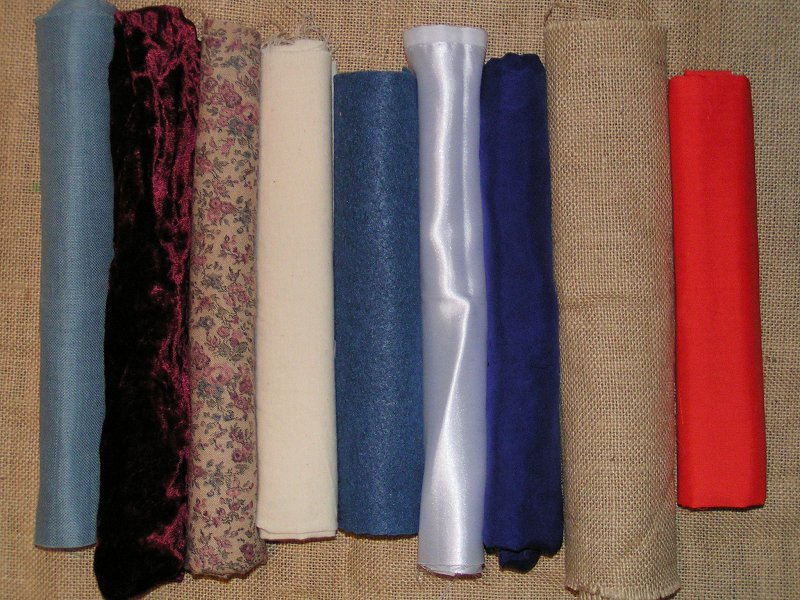
نسيج بأشكال مختلفة

توجد مجموعة متنوعة من الاستخدامات، والأكثر شيوعا منها للملابس والحاويات مثل أكياس وسلال.
ويمكن الفصل بين استعمالين رئيسيين:
1. استخدام منزلي (و هي تشمل عائلة المنسوجات التقليدية)

في المنزل، فهي تستخدم في صنع السجاد، ستائر، حشايا، مناشف، لتغطي الجداول، سرير، وغيرها من الاسطح المسطحة
1. استخدام في الصناعة (و هي تشمل عائلة المنسوجات التقنية)

كمادة استهلاكية : تستخدم في العمليات الصناعية مثل الترشيح، التصفية، الحماية، تنظيف صناعي (مناديل)
كمنتوج نهائي بحد ذاته :حقائب، خيمات، مضلات، واقيات
مادة أولية: تقوية في المواد المركبة مثل الزجاج والألياف الصناعية، الجيوأنسجة...
والمنسوجات التقنية المضافة العالية وضرورة مطابقتها لكراس شروط وظيفي يحدد خصائصها التقنية وإمكانياتها.